# انقباض أذيني مبكر
الانقباض الأذيني المبكر أو الانقباض الأذيني المبتسر أو التقلص الأذيني المبكر (بالإنجليزية: Premature Beats-Extra Systoles)‏ وهي تنبيهات كهربائية غير طبيعية تصدر من مكان في القلب غير المكان الافتراضي لها.

## نظرة طبية
يتم عمل القلب (الانقباض والانبساط) عن طريق التنبيه الكهربائي له، وهناك شبكة توصيل في القلب تمتد ضمنه تنظم هذه العملية المستمرة.
يتكون هذا النظام القلبي الكهربائي من :
- العقدة الجيبية الأذينية (بالإنجليزية: Sinoatrial node أو SA node)‏.
- العقدة الأذينية البطينية (Atrioventricular node أو AV node).
- حزمة هيس (bundle of His) : والتي تتفرع إلى الغصن الأيمن والأيسر، ويتفرع من الغصن الأيسر الغصن الأيسر
- ألياف بوركنج (Purkinje fibers).

ويعرف النظم القلبي بأنه نظم جيبي أن أن التنبيه يصدر من العقدة الجيبية الأذينية.

## فيزيوجيا خوارج الانقباض
يحدث في خوارج الانقباض القلبية حدوث تنبيه كهربائي شاذ من مكان غير العقدة الجيبية الأذينية فقد يكون من أي مكان خارج العقدة الجيبية الأذينية سواءً من شبكة التوصيل الكهربائية أو نظم شاذ من جدار القلب.

## الأعراض السريرية
تختلف الأعراض حسب مكان التنبيه الشاذ وسرعته، ولكن الأعراض الشائعة هي الشعور بالخفقان بالصدر (حس رفة بالصدر - الشعور بتوقف مؤقت للقلب - الشعور بسقوط بالصدر..).

## المرضيات
- خوارج الانقباض الأذينية Premature atrial contractions- -PACs هي تنبيهات كهربائية مبكرة تحدث ضمن الأذينتين، وهي عديمة الخطورة دوماً، ولا تحتاج إلى علاج دوائي إلا في حال كونها شديدة الإزعاج للمريض. إن طمأنة المريض كافية في هذه الحالات.
- هناك أنواع عديدة من تسرعات القلب فوق البطينية، كلها تقريباً غير خطيرة. يمكن معالجة هذه التسرعات دوائياً، أو في حال عدم الاستجابة وفي حال كونها شديدة الإزعاج، يمكن معالجتها بواسطة التخثير بالأمواج الكهرطيسية عن طريق القثطرة.
- خوارج الانقباض البطينية Premature ventricular contraction-PVC تشبه الخوارج الأذينية، إلا أنها تحدث ضمن أحد البطينين، وهي تدل في أغلب الأحيان على وجود آفة قلبية عضوية تستوجب الاستقصاء والعلاج، إلا في حالات قليلة تكون فيها معزولة وبالتالي غير خطيرة. خوارج انقباض بطينية

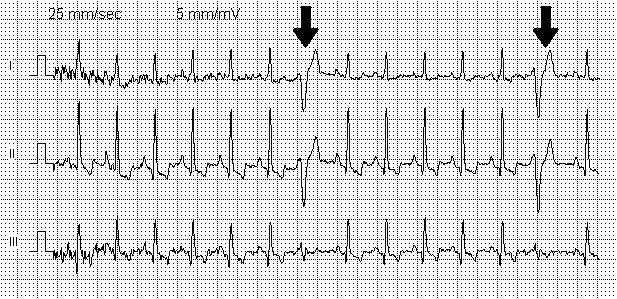
خوارج انقباض بطينية

- نوب الرجفان الأذيني هي تسرع في ضربات القلب يترافق بعدم انتظام هذه الضربات، وتنتج عن آفات قلبية عضوية مختلفة أو عن شيخوخة القلب أو عن آفات هرمونية درقية. هذا النوع من اضطرابات النظم يحتاج إلى علاج ضروري بالأدوية أو الصدمات الكهربائية أو القثطرة القلبية، كما يتوجب كشف أسبابه ومعالجتها.
- هناك أنواع أخرى من اضطرابات النظم التي قد تؤدي إلى الخفقان، مثل تسرعات القلب البطينية. وهي اضطرابات خطيرة مهددة للحياة، تحدث عند وجود آفات قلبية شديدة ومتقدمة. وعلى الرغم من كونها أقل أسباب الخفقان انتشاراً، فإن خطورتها تفرض على الطبيب واجب تحديد أسباب الخفقان لدى كافة المرضى.

## وصلات خارجية
- صفحة المكتبة الطبية الوطنية الأمريكية المتعلقة باضطرابات النظم (بالإنجليزية)
- شرح حول فحص الوظيفة الكهربائية للقلب عن صفحة جمعية القلب الأمريكية. (بالإنجليزية)
- مقاربة المريض المشتبه أو المثبت إصابته باللانظمية (من البوابة الطبية).
- أمراض القلب عن البوابة الطبية.